# Cyril Stapleton
Cyril Stapleton (Mapperley, 31 december 1914 – Londen, 25 februari 1974) was een Britse jazzviolist en orkestleider.

## Biografie
Stapleton begon viool te spelen op 7-jarige leeftijd en speelde bij de lokale radio op 12-jarige leeftijd. Hij trad vaak op de BBC Radio op tijdens zijn tienerjaren en speelde in begeleidende filmorkesten voor stomme films. Hij ging naar het Trinity College of Music in Londen en speelde daar in een dansband onder leiding van Henry Hall. Dit ensemble speelde ook bij de BBC en maakte verschillende opnames voor EMI Records. Nadat hij zijn positie in de band had verloren, ging hij terug naar Nottingham en formeerde hij zijn eigen band. Tijdens de jaren 1930 toerde Stapleton met het Jack Payne Orchestra door Zuid-Afrika. Later in het decennium verhuisden Stapleton en zijn band naar Londen. Ze verdienden hun eigen plek bij de BBC in 1939. De Tweede Wereldoorlog onderbrak de muzikale carrière van Stapleton, toen hij eind 1939 bij de Royal Air Force kwam. Tijdens zijn dienstverband speelde hij in het RAF Symphony Orchestra.
Na de oorlog speelde Stapleton met het London Symphony Orchestra, het National Symphony Orchestra of London en het Philharmonia Orchestra. In 1947 herschiep hij zijn band en won hij snel zijn plaats terug bij de BBC. Onder de zangers die hij begeleidde waren Dick James en Frank Sinatra. Als leider van de BBC Show Band werd Stapleton een begrip in het Britse muziekcircuit, die halverwege de jaren 1950 in het hele land werd uitgezonden. Spelers in het ensemble die op eigen naam beroemd werden, waren onder meer Bert Weedon, Bill McGuffie, Tommy Whittle en Matt Monro.
In 1957 ontbond de BBC de showband en formeerde Stapleton onmiddellijk zijn eigen band weer. Hij had zelfs twee charthits in de Verenigde Staten met het instrumentale The Italian Theme (#25, 1956) en The Children's Marching Song (Nick Nack Paddy Whack) (#13, 1959). Van de laatste plaat werden een miljoen exemplaren verkocht. Stapleton bleef toeren en opnemen tot in de jaren 1970. In 1965 werd hij ook hoofd van A&R bij Pye Records.

## Overlijden
Cyril Stapleton overleed in februari 1974 op 59-jarige leeftijd.

## Discografie
- 1955: Elephant Tango
- 1955: Blue Star (The Medic Theme)
- 1956: The Italian Theme
- 1956: The Happy Whistler
- 1954: Strings On Parade (Decca Records)
- 1957: Forgotten Dreams
- 1958: Come'n Get It*"Elephant Tango
- 1958: Song of the Golden West (London Records)
- 1959: All Time Big Band Hits (Richmond Stereo, een product van London Records)

- Biblioteca Nacional de España: XX859113
- International Standard Name Identifier: 0000 0000 6009 8442
- Library of Congress Control Number: n94095089
- MusicBrainz: 833a5654-fbb8-4808-87e3-8fc8250f891c
- Nationale Bibliotheek van Israël: 987007344993005171
- Istituto Centrale per il Catalogo Unico: DDSV014198
- Museum of New Zealand Te Papa Tongarewa: 18728
- Virtual International Authority File: 87701052
- WorldCat: E39PBJxH4dwvQVhbCWH3hjtVG3